# Todd Reirden
Todd Reirden (* 25. Juni 1971 in Deerfield, Illinois) ist ein ehemaliger US-amerikanischer Eishockeyspieler und derzeitiger -trainer. Der Verteidiger absolvierte 188 Partien für die Edmonton Oilers, St. Louis Blues, Atlanta Thrashers und Phoenix Coyotes in der National Hockey League, verbrachte allerdings den Großteil seiner von häufigen Wechseln geprägten Karriere in Minor Leagues. Von Juni 2014 an war er als Assistenztrainer bei den Washington Capitals in der NHL tätig und fungierte von Juni 2018 bis August 2020 als deren 18. Cheftrainer. Seit Juni 2025 ist er als Assistenztrainer bei den Philadelphia Flyers aktiv.

## Karriere

### Als Spieler
Todd Reirden besuchte in seiner Jugend die Deerfield Academy in seiner Heimatstadt sowie später die Tabor Academy in Massachusetts und lief für deren Eishockeyteams in regionalen High-School-Ligen auf. 1990 schrieb sich der Abwehrspieler an der Bowling Green State University ein und nahm fortan mit deren Falcons am Spielbetrieb der Central Collegiate Hockey Association (CCHA) teil, einer Liga innerhalb der National Collegiate Athletic Association (NCAA). Bereits nach seinem ersten Jahr am College wurde er im NHL Entry Draft 1990 an 242. Position von den New Jersey Devils ausgewählt, bevor er seine persönliche Statistik von Saison zu Saison steigerte. In seiner vierten und letzten Spielzeit 1993/94 verzeichnete er 30 Scorerpunkte in 38 Spielen und wechselte anschließend in den Profibereich, wobei die New Jersey Devils jedoch keinen Gebrauch von ihren im Draft erworbenen Rechten machten.
Reirden begann seine Profikarriere in der ECHL und war dort in seinen ersten beiden Profijahren bei den Raleigh IceCaps, Tallahassee Tiger Sharks und Jacksonville Lizard Kings aktiv, während er zudem zwei Einsätze bei den Albany River Rats in der American Hockey League (AHL) bestritt. Ab 1996 etablierte sich der Verteidiger in der International Hockey League (IHL), wechselte jedoch auch hier regelmäßig die Mannschaft, so lief er bis 1998 für die Chicago Wolves, San Antonio Dragons und Fort Wayne Komets auf. Mit seinen Leistungen dort empfahl er sich in der Folge auch für die National Hockey League (NHL), sodass er im September 1998 als Free Agent von den Edmonton Oilers verpflichtet wurde. Für diese debütierte der US-Amerikaner im Januar 1999 in der höchsten Spielklasse Nordamerikas, wurde allerdings hauptsächlich bei deren Farmteam, den Hamilton Bulldogs, in der AHL eingesetzt. Nach einem Jahr in Edmonton gelangte er im September 1999 über den Waiver zu den St. Louis Blues, in deren NHL-Aufgebot er sich in der Folge etablierte und erstmals regelmäßig in der NHL auf dem Eis stand. Nach der Spielzeit 2000/01 wurde sein auslaufender Vertrag allerdings nicht verlängert, sodass er sich als Free Agent den Atlanta Thrashers anschloss, ebenso wie im Jahr darauf den Mighty Ducks of Anaheim. Im Gegensatz zu Atlanta erhielt der Abwehrspieler in Anaheim jedoch keine NHL-Einsatzzeit mehr, sodass er nach eineinhalb Jahren bei den Cincinnati Mighty Ducks im Januar 2004 ohne weitere Gegenleistung an die Phoenix Coyotes abgegeben wurde. Die Coyotes, die ihn vorrangig bei den Springfield Falcons einsetzten, sollten seine letzte NHL-Station darstellen. Die Houston Aeros, bei denen er in der folgenden Spielzeit 2004/05 auflief, markierten in der Folge sein letztes Team in Nordamerika.
Im Jahre 2005 entschloss sich Reirden, seine Karriere in Europa ausklingen zu lassen. Die Spielzeit 2005/06 verbrachte er bei den DEG Metro Stars in der Deutschen Eishockey Liga, bevor er 2006/07 für die EC Graz 99ers in der österreichischen EBEL sowie für SønderjyskE Ishockey in der dänischen Oddset Ligaen auflief. Anschließend beendete er seine aktive Karriere, in der er insgesamt 188 NHL- sowie 214 IHL- und 266 AHL-Spiele absolviert hatte.

### Als Trainer
Nach dem Ende seiner aktiven Karriere kehrte Reirden für eine Saison an seine Alma Mater zurück, wo er als Assistenztrainer tätig war. Zur Spielzeit 2008/09 wurde er von den Wilkes-Barre/Scranton Penguins aus der AHL eingestellt, bei denen er als Assistent von Dan Bylsma fungierte, bevor dieser Mitte der Saison zum Headcoach der Pittsburgh Penguins befördert wurde und Reirden somit bereits seine erste Cheftrainer-Position im Profibereich übernahm. Im Juli 2010 folgte er Bylsma nach Pittsburgh und war dort erneut als Assistenztrainer tätig, bis der gesamte NHL-Trainerstab der Penguins nach der Saison 2013/14 entlassen wurde. Wenig später stellten ihn die Washington Capitals im Juni 2014 als neuen Assistenten von Barry Trotz ein, mit dem er das Team in den Playoffs 2018 zum ersten Stanley Cup der Franchise-Geschichte führte. Nach diesem Erfolg trat Trotz jedoch bei den Capitals zurück und wechselte zu den New York Islanders, wodurch Reirden zum Cheftrainer befördert wurde. Unter seiner Ägide schied das Team zwei Jahre in Folge in der ersten Runde der Playoffs aus, sodass man sich bereits im August 2020 wieder von ihm trennte. Wenig später gaben die Pittsburgh Penguins bekannt, Reirden abermals verpflichtet zu haben, sodass er fortan als Assistent von Mike Sullivan tätig war.
Diese Position hatte er bis zum Ende der Saison 2023/24 inne, als er im Mai 2024 entlassen wurde. Nach einem Hiatus von einem Jahr schloss er sich dann im Juni 2025 in gleicher Funktion den Philadelphia Flyers an.

## Erfolge und Auszeichnungen
- 2018 Stanley-Cup-Gewinn mit den Washington Capitals (als Assistenztrainer)

## Karrierestatistik
(Legende zur Spielerstatistik: Sp oder GP = absolvierte Spiele; T oder G = erzielte Tore; V oder A = erzielte Assists; Pkt oder Pts = erzielte Scorerpunkte; SM oder PIM = erhaltene Strafminuten; +/− = Plus/Minus-Bilanz; PP = erzielte Überzahltore; SH = erzielte Unterzahltore; GW = erzielte Siegtore; 1 Play-downs/Relegation; Kursiv: Statistik nicht vollständig)